# Tour de France 1971
Tour de France 1971 var Tour de France nummer 58, og fandt sted fra 26. juni til 18. juli 1971. Det bestod af 22 etaper på i alt 3.689 km, kørt med en gennemsnitlig fart på 36.925 km/t. Det var året hvor Leif Mortensen fik den hidtil bedste placering for en dansker i Tour de France, nemlig nr. 6. Den holdt 22 år til Bjarne Riis 5. plads i 1993. Løbet blev vundet af Eddy Merckx.

## Eksterne kilder og henvisninger
1. ↑  Augendre, Jacques (2009). "Guide Historique" (PDF) (fransk). Amaury Sport Organisation. Arkiveret fra originalen (PDF) 9. oktober 2009. Hentet 30. september 2009.

| Sport | Spire Denne artikel om sport er en spire som bør udbygges. Du er velkommen til at hjælpe Wikipedia ved at udvide den. |